# Умрихин, Пётр Николаевич
Пётр Николаевич Умрихин — советский хозяйственный, государственный и политический деятель, Герой Социалистического Труда.

## Биография
Родился в 1931 году в селе Шача. Член КПСС.
С 1945 года — на хозяйственной, общественной и политической работе. В 1945—1991 гг. — прицепщик, штурвальный на комбайне в колхозе, тракторист, бригадир тракторно-полеводческой бригады с квалификацией слесаря и кузнеца 3-го разряда в совхозе «Ключевской» Троицкого района, тракторист в колхозе имени Калинина села Ключевка Троицкого района Челябинской области.
Указом Президиума Верховного Совета СССР от 8 апреля 1971 года присвоено звание Героя Социалистического Труда с вручением ордена Ленина и золотой медали «Серп и Молот».
Делегат XXV съезда КПСС.
Жил в селе Травянка Троицкого района Челябинской области.
Скончался 13 мая 2014 года.